# Cordulecerus inquinatus
Cordulecerus inquinatus är en insektsart som beskrevs av Gerstaecker 1888. Cordulecerus inquinatus ingår i släktet Cordulecerus och familjen fjärilsländor. Inga underarter finns listade i Catalogue of Life.